# Frontera entre Guinea-Bisáu y Senegal

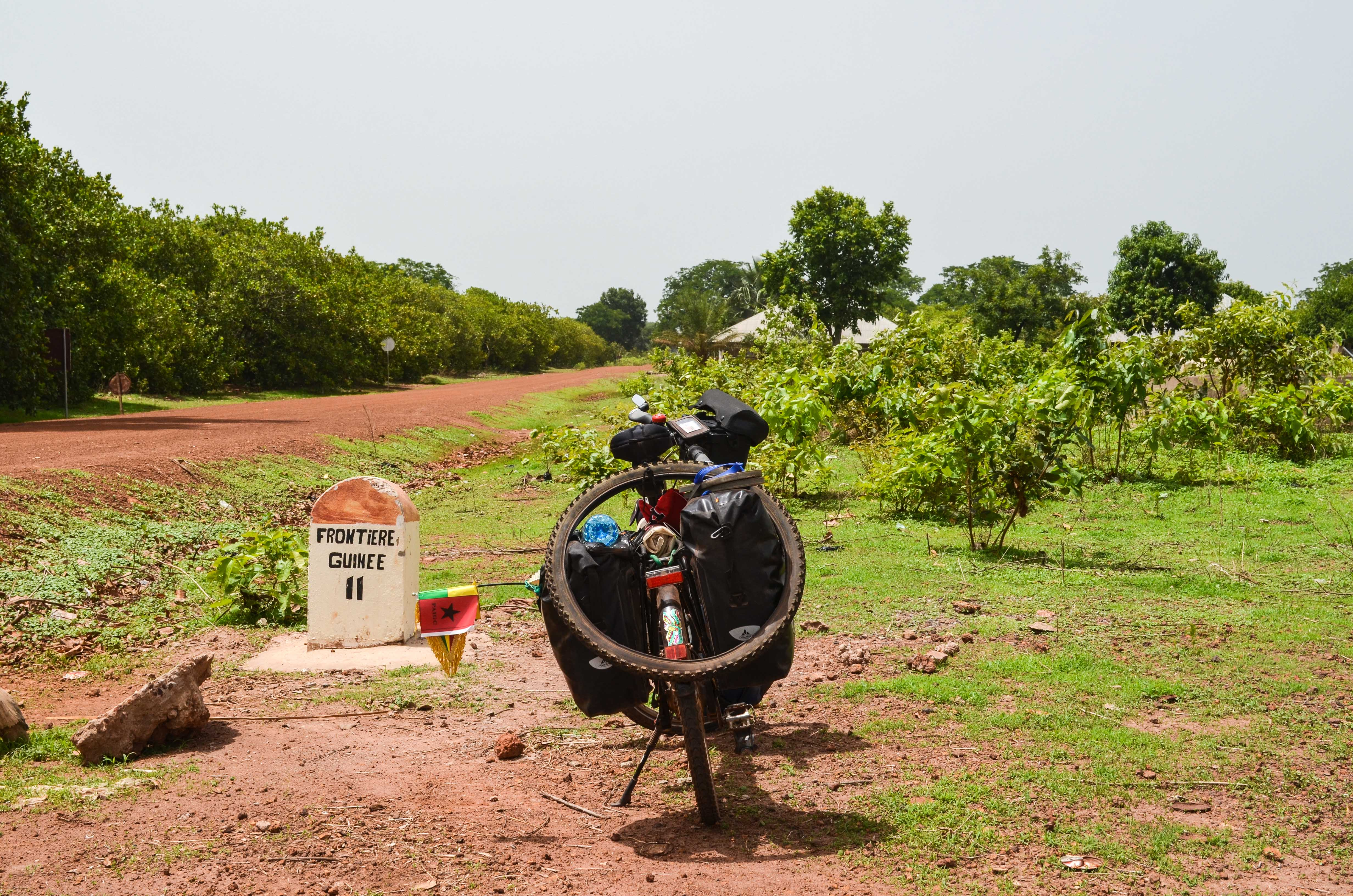
Proximidades de la frontera.

La frontera entre Guinea-Bisáu y Senegal es la línea de 338 km de extensión, de dirección oeste-este, que separa el suroccidente de Senegal del territorio de la Guinea-Bisáu. Parte del litoral del océano Atlántico, en cabo Roxo, va hacia el este en un rasgo de sinuosidad suave casi paralela al río Casamanza. El río Gambia y los límites de Gambia se sitúan al norte de esta frontera. A partir del meridiano 15° O es una línea recta, en dirección del paralelo situado un poco al sur del 13° N, hasta la triple frontera con la Guinea al este.
Separa, desde el litoral hacia el este, las regiones:
- de Senegal: Ziguinchor, Kolda, Tambacounda.
- de Guinea Bissau: Cacheu, Oio, Bafatá, Gabú.

Guinea-Bisáu fue colonia portuguesa desde el comienzo del comercio atlántico de esclavos en el siglo XVI hasta que obtuvo su independencia, junto con Cabo Verde en 1974. Los franceses conquistaron Senegal en el siglo XVII. La nación pasó a ser colonia en 1854 y se independizó en 1958, junto con Malí. Ambos países formaron una federación independiente que tuvo una duración de un año. Estos hechos marcaron la formación de esta frontera.